# エピダウロスの風
「エピダウロスの風」（エピダウロスのかぜ）は、日本のギタリストである高中正義が1985年11月1日にリリースした14枚目のシングルである。

## 解説
「エピダウロスの風」とカップリングの「ILLUSION」は2曲共に、前作の「渚・モデラート」に引き続き、薬師丸ひろ子が出演した東芝Hi-FiビデオのCMソングに使用された。
「エピダウロスの風」は、オリジナル・アルバム未収録で、1988年に発売されたミニ・ベストアルバム『SELECTION20 高中正義』に初めて収録された。
カップリングの「ILLUSION」は、アルバム『JUNGLE JANE』の先行楽曲である。アルバム収録バージョンとはミックスが異なり、シーケンス音が一音ずつ左右交互に鳴る。

## 収録曲
| 全作詞: リリカ新里、全作曲・編曲: 高中正義。 |                      |            |            |      |
| #                                            | タイトル             | 作詞       | 作曲・編曲 | 時間 |
| 1.                                           | 「エピダウロスの風」 | リリカ新里 | 高中正義   | 4:36 |
| 2.                                           | 「ILLUSION」         | リリカ新里 | 高中正義   | 4:48 |
| 合計時間:                                    | 合計時間:            | 9:24       |            |      |